# Фор Лејкс (Вашингтон)
Фор Лејкс (енгл. Four Lakes) насељено је место без административног статуса у америчкој савезној држави Вашингтон.

## Демографија
По попису из 2010. године број становника је 512.
| Група             | 2000.    | 2010.       |
| Белци             | 0 (0,0%) | 469 (91,6%) |
| Афроамериканци    | 0 (0,0%) | 1 (0,2%)    |
| Азијати           | 0 (0,0%) | 6 (1,2%)    |
| Хиспаноамериканци | 0 (0,0%) | 11 (2,1%)   |
| Укупно            | 0        | 512         |